# Contea di Harrison (Virginia Occidentale)
La contea di Harrison (in inglese Harrison County) è una contea dello Stato della Virginia Occidentale, negli Stati Uniti. La popolazione al censimento del 2000 era di 68 652 abitanti. Il capoluogo di contea è Clarksburg.

## Geografia antropica

### Suddivisioni amministrative

#### Città
- Bridgeport
- Clarksburg (sede della contea)
- Salem
- Shinnston
- Stonewood

#### Town
- Anmoore
- Lost Creek
- Lumberport
- Nutter Fort
- West Milford

#### Census-designated place
- Despard
- Enterprise
- Gypsy
- Hepzibah
- Spelter
- Wallace
- Wolf Summit

#### Comunità non incorporate
- Adamsville
- Arlington
- Bethlehem
- Bristol
- Brown
- Dawmont
- Dixie
- East Salem

- Flinderation
- Glen Falls
- Goodhope
- Haywood
- Jarvisville
- Jimtown
- Katy Lick
- Kincheloe

- Maken
- Manayka
- Marshville
- McAlpin
- McWhorter
- Meadowbrook
- Mount Clare
- Oral Lake

- Peora
- Pine Bluff
- Quiet Dell
- Reynoldsville
- Rinehart
- Romines Mills
- Sardis
- Seminole

- Viropa
- Wilsonburg
- Wyatt